# Sinularia acuta
Sinularia acuta is een zachte koraalsoort uit de familie Alcyoniidae. De koraalsoort komt uit het geslacht Sinularia. Sinularia acuta werd in 2007 voor het eerst wetenschappelijk beschreven door Manuputty & van Ofwegen. 